# ستيفن داونز
ستيفن داونز (بالإنجليزية: Stephen Downes)‏ (12 نوفمبر 1981 في المملكة المتحدة - ) هو لاعب كرة قدم بريطاني في مركزي الدفاع والظهير. لعب مع غريمسبي تاون ونادي يورك سيتي وOssett Albion A.F.C. ‏ وGreen Gully SC ‏ وFarsley Celtic F.C. ‏ ونادي برادفورد بارك أفنيو.

## وصلات خارجية
- ستيفن داونز على موقع قاعدة بيانات كرة القدم.إي يو (الإنجليزية)
- ستيفن داونز على موقع Soccerbase.com (لاعب) (الإنجليزية)